# TÜVtürk
Der TÜVtürk (ursprünglich TÜVturk, Eigenschreibweise TÜVTÜRK) ist ein Gemeinschaftsunternehmen des deutschen TÜV Süd, der Doğuş Holding und des Bauunternehmens Akfen. Nach dem Beschluss der türkischen Regierung, die Richtlinie 96/96/EC vom 20. Dezember 1996 zur Fahrzeugsicherheit umzusetzen, wurde Ende 2005 ein Vertrag ausgehandelt, der dem TÜVtürk ab 2009 ein 20 Jahre geltendes Monopol zur Hauptuntersuchung für alle Kraftfahrzeuge in der Türkei zusichert.

## Aufbau und Betrieb
Bis 2008 wurde die Kraftfahrzeugprüfung durch ein landesweites Netz an staatlichen Prüfstellen durchgeführt. Dabei handelte es sich um eine Sichtprüfung, bei der die Angaben in den Fahrzeugpapieren mit dem Zustand des Autos geprüft wurden – die Fahrtüchtigkeit beim Vorführen war entscheidend. Oft entfiel aber auch die Vorführung, wichtig war, ob alle Steuern bezahlt wurden.
Das alte System, welches unter dem Namen „Karayolları“ bekannt war, besaß keine technische Ausstattung, um eine eingehende technische Prüfung entsprechend den Vorschriften der Europäischen Gemeinschaften durchzuführen. Zum Aufbau eines Netzes zur technischen Prüfung der Kraftfahrzeugsicherheit wurde daher eine Privatisierung der Hauptuntersuchung beschlossen und nach Unternehmenspartnern gesucht, die Kapital und Prüfwissen beisteuern können. In einem Bieterverfahren wurde dabei die Konzession zum Aufbau versteigert, das Konsortium unter Beteiligung des TÜV Süd gewann dabei den Auftrag mit dem Betrag von rund 409 Millionen Euro. Da die alten staatlichen Prüfstellen für ihre Bestechlichkeit bekannt waren, hat das neue private Unternehmen keine Mitarbeiter übernommen.
Ende 2005 wurde ein Vertrag mit einem Konsortium dreier Unternehmen zum Aufbau eines TÜVturk beschlossen – der türkische Kfz-Importeur Doğuş Otomotiv arbeitet dabei mit dem türkischen Bauunternehmen Akfen zum Aufbau der Prüfstationen zusammen sowie dem deutschen TÜV Süd zur Ausbildung der Prüfingenieure. Vertraglich vereinbart sind 189 feste Prüfstationen und 81 mobile Prüfstellen, um das dünn besiedelte Hinterland abdecken zu können. Zur Refinanzierung wurde dem Konsortium ein 20 Jahre währendes Monopolrecht eingeräumt, das die TÜVturk-Muttergesellschaft an lokale Franchisenehmer lizenziert. Das Unternehmen TÜVturk wurde am 17. August 2007 gegründet, eingetragen sind dabei die zwei Gesellschaften TÜVturk Kuzey Taşıt Muayene İstasyonları Yapım Ve İşletim (TÜVturk Nord) und TÜVturk Güney Taşıt Muayene İstasyonları Yapım Ve İşletim (TÜVturk Süd) in Istanbul.
Der Aufbau begann ab August 2007 mit der Eröffnung der ersten Station im ostanatolischen Elazığ am 11. Januar 2008, gefolgt von der Eröffnung in Trabzon am 10. Februar 2008, bei der auch der türkische Verkehrsminister Binali Yıldırım dabei war. Dies unterstreicht die Bedeutung des Vorhabens, da in der Türkei die Unfallrate doppelt so hoch liegt wie im europäischen Durchschnitt – derzeit liegt er bei 400 Verkehrstoten je eine Million Fahrzeuge. Zum Vergleich sind es in Deutschland 120 Verkehrstote je eine Million Fahrzeuge. Der TÜVturk investiert 633 Millionen Euro, davon 224 Millionen Euro für den Aufbau der Service-Center, der Rest wird für die Konzession an den türkischen Staat gezahlt. Der Aufbau des Netzes wurde planmäßig Ende Februar 2009 abgeschlossen.
Aufgrund der Erfahrungen mit bisherigen Korruption der vorherigen türkischen Prüfstellen ist das eingeführte Prüfregime des TÜVturk strenger als beim namensgebenden deutschen TÜV – es gibt keine Kooperation mit Werkstätten, die durchgängig computerisierte technische Ausstattung erlaubt keinerlei Manipulation der erfolgten maschinellen Prüfergebnisse, und die Prüfbögen werden durch mehrere Mitarbeiter gegengezeichnet. Da erwartet wird, dass die bisherige Fahrzeugflotte in der Türkei zum großen Teil nicht den Standards der EG-Richtlinie entspricht, ist in einer Übergangszeit bis 2013 der Katalog geringfügiger Mängel breiter als beim deutschen TÜV, der also trotz Mängelbericht noch eine Straßenzulassung erlaubt. Geschäftsführer Aubel schätzt, dass ohne diese Sonderregelungen etwa 70 Prozent der Fahrzeuge durchfallen würden, etwa aufgrund einer beschädigten Frontscheibe, was aufgrund der schlechten Straßen im Hinterland ein häufiger Mangel ist.
Erste Ergebnisse nach den neuen Regel der Hauptuntersuchung zeigen, dass 47 Prozent der Fahrzeuge nicht die erste Prüfung bestehen, dabei ungleich verteilt mit 37 Prozent in Istanbul und über die Hälfte der Fahrzeuge im Hinterland. Aufgrund der sozialen Probleme infolge der drohenden millionenfachen Stilllegung von Kraftfahrzeugen sind alle Prüfstellen des TÜVturk mit eigenem Sicherheitspersonal ausgestattet. Bei der Wiedervorstellung der Fahrzeuge sind die Mängel fast immer beseitigt. Ähnlich wie bei der deutschen Hauptuntersuchung darf nur nachgeprüft werden, was im Mängelbericht der Erstuntersuchung steht. Die Besonderheit ist, dass die Nachuntersuchung kostenlos ist, allerdings auch nur eine Nachuntersuchung stattfinden kann. Bei einer dritten Prüfung wird eine volle Hauptuntersuchung mit neuem Mängelbericht durchgeführt.
Bei erfolgreicher Hauptuntersuchung wird eine achteckige TÜV-Plakette auf dem vorderen Nummernschild im blauen Feld angebracht, die deutschen Gepflogenheiten entspricht: die Prüfplakette zeigt den Termin der Wiedervorstellung zur Hauptuntersuchung an, in der Mitte steht das Jahr und der gelochte Monat im Zahlenkranz bestimmt den Monat. Private Kraftfahrzeuge müssen alle zwei Jahre zur Hauptuntersuchung vorgestellt werden. Mitarbeiter des TÜVturk gehen davon aus, dass viele Türken den TÜV und die damit verbundenen Qualitätsanforderungen schon aus Deutschland kennen.
2011 stieg die Zahl der erfolgreichen Prüfungen auf 63 Prozent bei der Erstkontrolle und 98 Prozent bei der Nachkontrolle. Bis 2017 ist die Zahl der Mitarbeiter auf 3500 angestiegen, die in 207 festen und 16 mobilen Stationen jährlich 14 Millionen Untersuchungen durchführen (einschließlich der Hauptuntersuchung von 8 Millionen Fahrzeugen).